# عمر الخيام
غِيَاثُ الدِّينِ أبو الفُتُوحِ عُمَرُ بْنُ إِبْرَاهِيمَ بْنِ صَالِحٍ الخَيَّامُ النَّيْسَابُورِيُّ (1048–1131 مـ)[تناقض] أو عُمَرُ الخَيَّامُ اختصارا، والخيّام لقب والده الذي كان يصنع الخيام، هو عالم فلك ورياضيات وفيلسوف وشاعر فارسي مسلم، ويذهب بعضهم إلى أن أصوله عربية. وُلِدَ في مدينة نيسابور من خراسان ما بين 1038 و1048 مـ،[تناقض] وتوفي فيها ما بين 1123 و1124[تناقض] وهو بعمر 83 عاما. تخصَّص في الرياضيات والفلك واللغة والفقه والتاريخ، وهو أول من اخترع طريقة حساب المثلثات وحل المعادلات الجبرية التي من الدرجة الثالثة بواسطة قطع المخروط وهو صاحب الرباعيات المشهورة.

## حياته

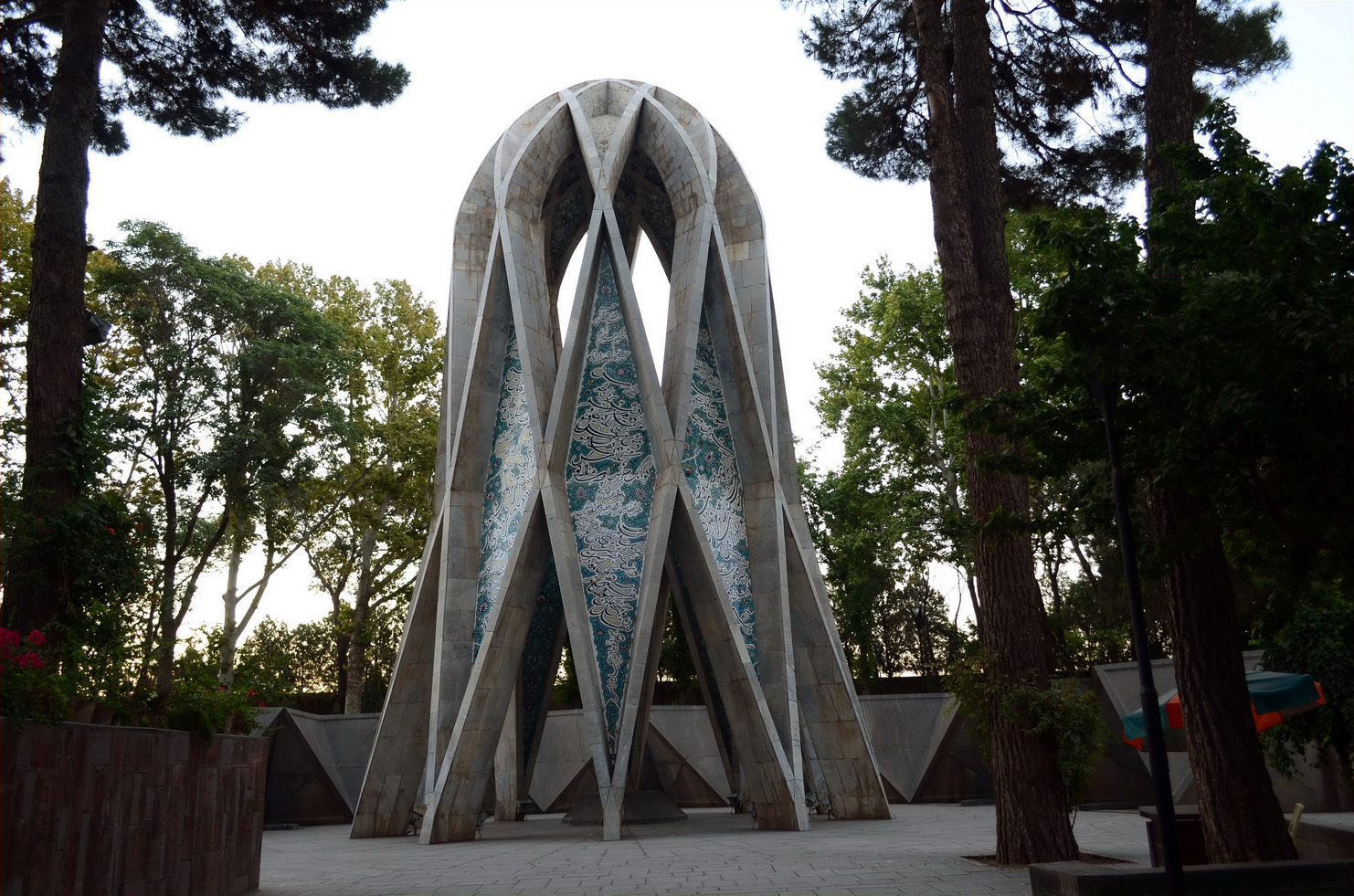
ضريح الخيام نيشابوري في نيسابور، إيران

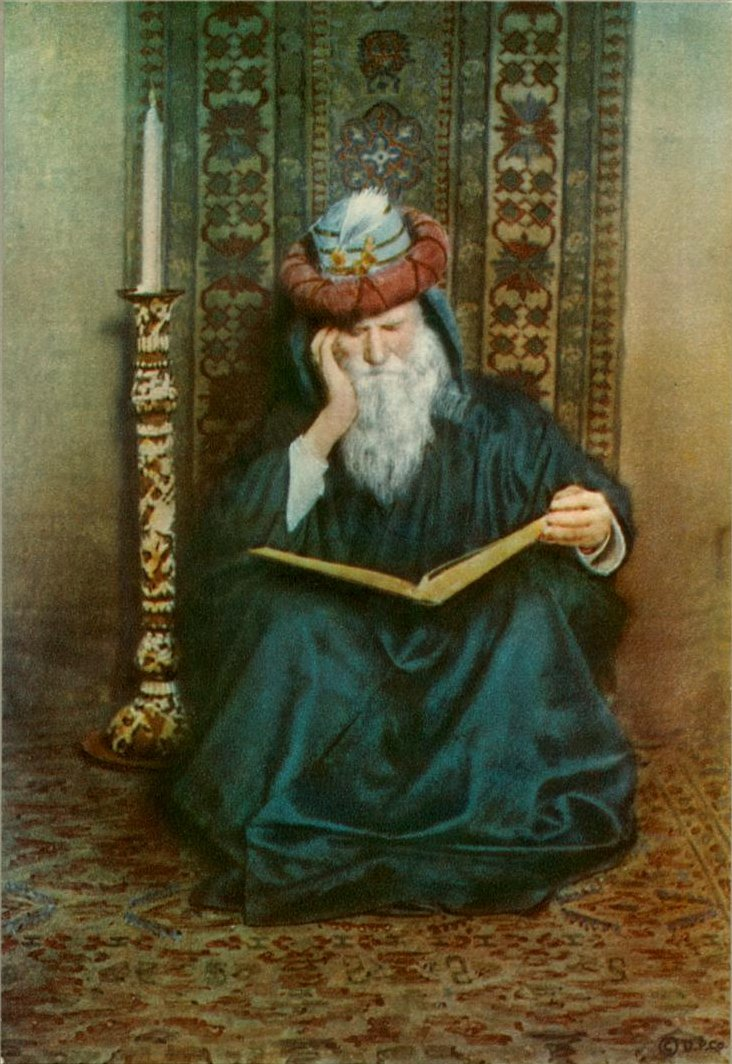
عمر الخيام بريشة أديلايد هانسكوم ليسون 1905.

ولد عمر الخيّام بن إبراهيم بن صالح خيّامي في 18 مايو 1048 في مدينة نيسابور التي كانت إحدى المدن الرائدة في خراسان خلال العصور الوسطى التي وصلت إلى ذروتها من الازدهار في القرن الحادي عشر في عهد الدولة السلجوقيّة.:15 وكانت كذلك مركزا رئيسيّاً للديانة الزرادشتية. يُعتقد أنّ والد عمر الخيام كان من أتباع الديانة الزرادشتيّة الذين اعتنقوا فيما بعد دين الإسلام.:68 على الرغم من أن كلمة الخيّام تعني صانع الخيم باللّغة الفارسية، إلّا أنّه لا يوجد أيّ مصدرٍ موثوق يؤكّد أنّها كانت مهنة والده، أو مهنة العائلة بشكلٍ عامّ. تُظهر المصادر العربيّة اسم عمر الخيّام على أنّه أبو الفتح عمر بن إبراهيم الخيام. ويُسمى في النصوص الفارسية التي كُتبت في العصور الوسطى ببساطة عمر الخيّام. يقدّم المؤرخ البيهقي -الذي كان على دراية شخصية بعمر- التفاصيل الكاملة لبرجه: «كان برجه هو الجوزاء، وكان يوم ولادته كلّ من الشمس وكوكب عطارد في حالة صعودٍ. [...]».:471 وهو ما استخدمه العلماء لتحديد تاريخ ميلاده في 18 مايو 1048.:658
أمضى الخيّام طفولته في مدينة نيسابور.:659 وتمّ تقدير مواهبه من قبل أساتذته الأوائل الذين أرسلوه للدراسة عند أعظم معلّم في منطقة خراسان وهو الإمام موفّق نيسابوري، الذي كان يُدرّس أولاد النبلاء.:20 سافر عمر الخيّام بعد دراسة العلوم والفلسفة والرياضيات وعلم الفلك في مدينة نيسابور، إلى مدينة بخارى في عام 1068، حيث كان يتردّد إلى مكتبة الفلك المرموقة، وانتقل في عام 1070 إلى مدينة سمرقند، حيث كان يعمل «أبو طاهر» حاكم ورئيس القضاة في المدينة. كتب الخيّام خلال عام 1070، أعماله الجبريّة الأكثر شهرة، وأطروحته (رسالة في براهين الجبر والمقابلة) التي كانت مكرّسة لمعلّمه القاضي أبو طاهر :34:47.
دخل الخيّام -عندما أصبح في سنّ السادسة والعشرين عام -1073 في خدمة السلطان ملك شاه الأوّل مستشارا، فقد دُعي إلى أصفهان من قبل الوزير نظام الملك عام 1076 بهدف الاستفادة منه في المكتبات ومراكز التعليم هناك. بدأ في ذلك الوقت بدراسة أعمال عالم الرياضيات اليونانيّ إقليدس وأبولونيوس عن كثب. وشرع -بناءً على طلب الوزير نظام الملك- في إنشاء مرصدٍ فلكيّ في أصفهان، حيث قاد مجموعةً من العلماء لإجراء عمليّات رصد فلكيّة دقيقة تهدف إلى مراجعة التقويم الفارسي. أنهى في عام 1079 مع فريقه عمليّات قياس طول السنة بدقّة مذهلة، حيث عبّروا عنها بـ 14 خانة: 365.24219858156 يومًا. في الواقع، ووفقًا لأكثر القياسات الحديثة دقّة، كان ذلك الرقم دقيقاً في خاناته الثمانية الأولى، ويحدث الاختلاف من سنة إلى أخرى في الخانة الثامنة، ممّا يجعل التقويم الذي ابتكره النظام الأكثر دقّة على الإطلاق.
بعد وفاة مالك شاه ووزيره (يُعتقد أنه قُتِل بأمر من الحشّاشين الإسماعيليين)، فقدَ عمر التأييد الذي كان يضمنه من المحكمة، وسرعان ما انطلق -نتيجةً لذلك- في رحلة حجّ إلى مدينة مكّة. كان أحد الدوافع الخفيّة المحتملة لذهابه إلى الحجّ التي أوردها القفطي، هو إظهار إيمانه للعامّة بهدف تهدئة حالات الاشتباه حول اتّباعه لمذهب الشكّ، ودحض مزاعم التهجّم غير الأخلاقي الذي وجّهه إليه رجل دين معادٍ.:29 تمّت دعوته بعد ذلك من قبل السلطان الجديد سنجار إلى مدينة مرو الشاهجان للعمل كمنجّم للبلاط الملكي. سُمح له لاحقًا بالعودة إلى نيسابور بسبب تدهور حالته الصحية. وقيل أنّه قد عاش حياته -بعد عودته إلى مسقط رأسه- في عزلة عن البشر.:99
توفي عمر الخيام عن عمر يناهز 83 عامًا في مدينة نيسابور في الرابع من ديسمبر عام 1131. ودُفن في قبر كان قد تنبأ بموقعه في شعره، في بستان تسقط فيه الأزهار مرتين في السنة، ويطلق على ذلك المكان الآن ضريح عمر الخيّام.

## في الرياضيات
رغم شهرة الخيام شاعرًا، فقد كان من علماء الرياضيات، حيث اشتهر بالجبر واشتغل في تحديد التقويم السنوي للسلطان ملكشاه، والذي صار التقويم الفارسي المتبع إلى اليوم. وهو أوّل من اخترع طريقة حساب المثلثات ومعادلات جبرية من الدرجة الثالثة بواسطة قطع المخروط، وهو أول من استخدم الكلمة العربية «شيء» التي تكررت في القرآن الكريم وقد استخدمها الخيام للدلالة على الكلمة التي رسمت في الكتب العلمية البرتغالية (Xay) وما لبثت أن استبدلت بالتدريج بالحرف الأول منها "x" الذي أصبح رمزاً عالمياً للعدد المجهول.
ترجع شهرته إلى عمله في الرياضيات حيث حلَّ معادلات الدرجة الثانية بطرق هندسية وجبرية. كما نظم المعادلات التكعيبية وحاول حلها كلها، ووصل إلى حلول هندسية جزئية لمعظمها. وقد بحث في نظرية ذات الحدين عندما يكون الأس صحيحاً موجباً، ووضع طرقاً لإيجاد الكثافة النوعية.

### في نظرية المستقيمات المتوازية
انظر أيضا إلى تاريخ الهندسة غير الإقليدية وإلى تاريخ مسلمة التوازي.
جزء من رسائل الخيام حول كتاب العناصر لإقليدس تتطرق إلى مسلمة التوازي. يعتبر عمل الخيام على هذا الموضوع أول عمل من نوعه، لا يعتمد على مبدأ مصادرةٍ على مطلوب.
انظر إلى هندسة زائدية وإلى هندسة ريمانية وإلى هندسة إقليدية.

### في الجبر الهندسي

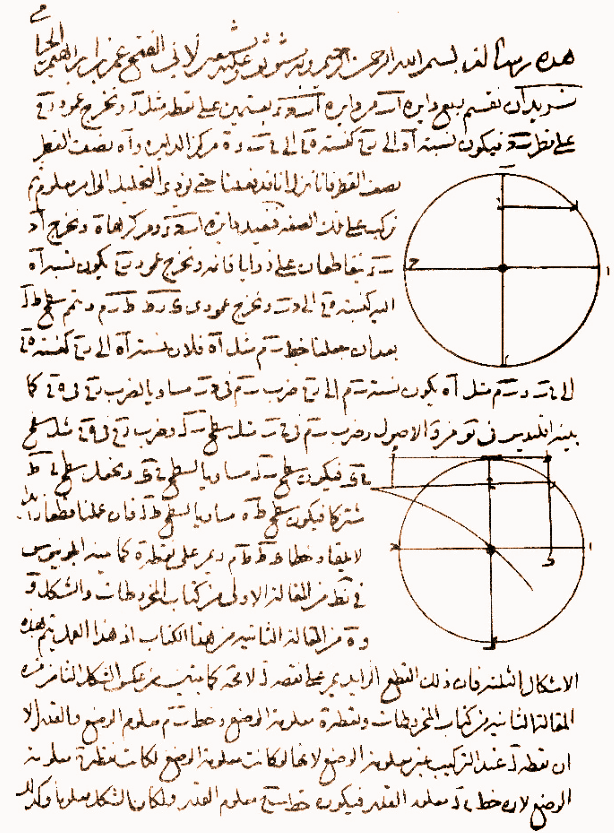
مخطوطة من كتاب المعادلة التكعيبية وتقاطع المجالات المخروطية لعمر الخيام في طهران

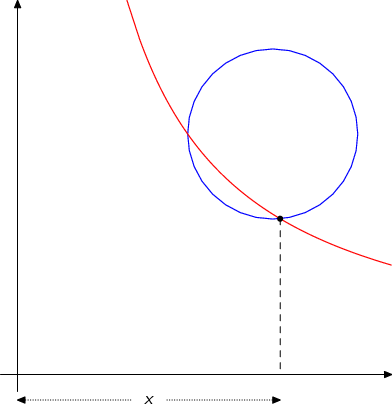
إنشاء قام به عمر الخيام من أجل حلحلة المعادلة التكعيبية x^{3} + 2x = 2x^{2} + 2. تقاطع الدائرة والقطع الزائد يحدد القطعة المُراد البحث عنها.

يعتبر بعض المؤرخين عمر الخيام، نظرا إلى مقاربته الهندسية من أجل حلحلة معادلات جبرية، رائدا في اختراع الهندسة التحليلية، قبل رينيه ديكارت بحوالي خمس قرون.

### نظرية ذات الحدين وحساب الجذور
تاريخ نظرية ذات الحدين
يعتقد بعض مؤرخي الرياضيات أن عمر الخيام علم بصيغة عامة لنشر ذات الحدين {\displaystyle (a+b)^{n}}, حيث n عدد صحيح طبيعي.
في بعض الأحيان، يُشار إلى مثلث باسكال باسم مثلث الخيام.

## في علم الفلك
برع عمر الخيام في الفلك أيضاً. طلب منه السلطان ملكشاه سنة 467 هـ/1074م إنشاء مرصد في مدينة إصفهان. وطلب منه أيضا تعديل التقويم الفارسي القديم. ويقول المؤرخ جورج سارتن إن تقويم الخيام كان أدق من التقويم الجريجوري.
وقد وضع الخيام تقويما سنوياً بالغ الدقة، وقد تولى الرصد في مرصد أصفهان.
انظر إلى اعتدال ربيعي وإلى نوروز وإلى تقويم جلالي وإلى تقويم شمسي.

## مؤلفاته باللغة العربية
- شرح ما أشكل من مصادرات كتاب أقليدس.[18]
- الاحتيال لمعرفة مقداري الذهب والفضة في جسم مركب منهما، وفيه طريقة قياس الكثافة النوعية.
- رسالة في الموسيقى.

## دينه
كان والده زرادشتيًّا قبل إسلامه. أما عمرُ فولد مسلما ومات على الإسلام.

## رباعيات الخيام

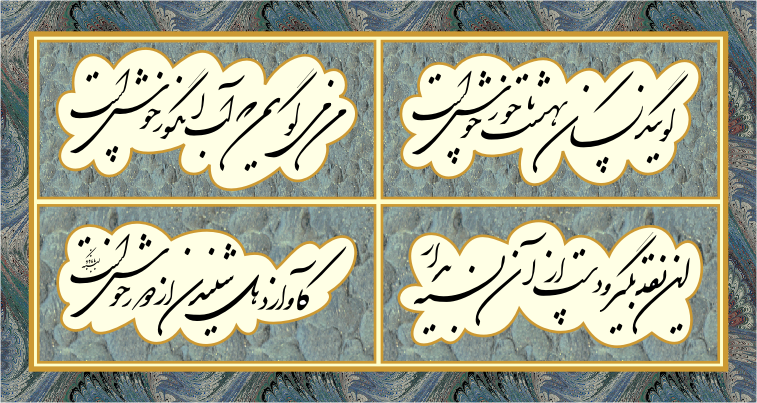
ترجمة للرباعية من مخطوطة بودليان، مكتوبة بخط الشكستة.

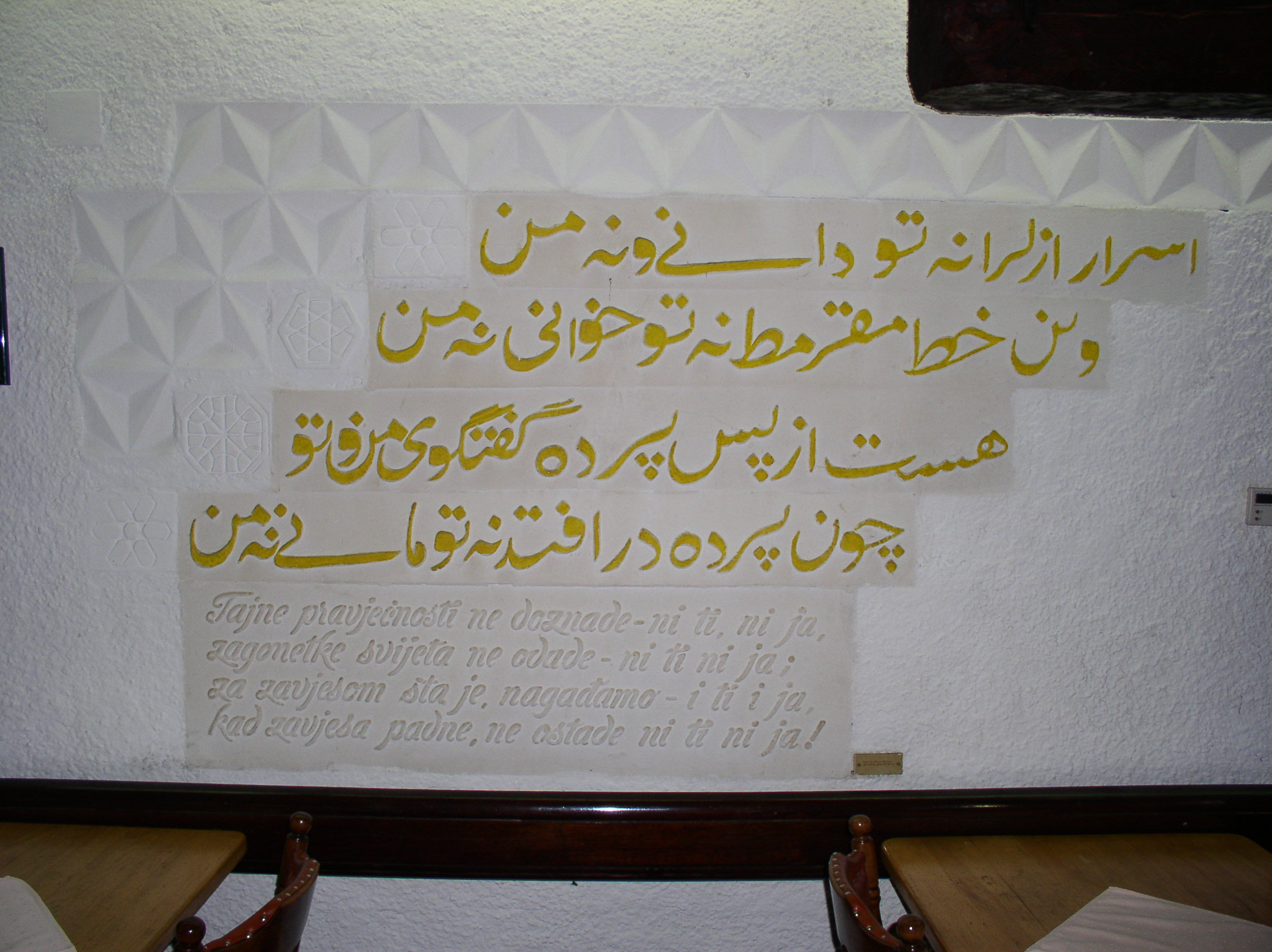
نقش قصيدة كتبها عمر الخيام في موريكا هان في سراييفو، البوسنة والهرسك في عصر الدولة العثمانية.

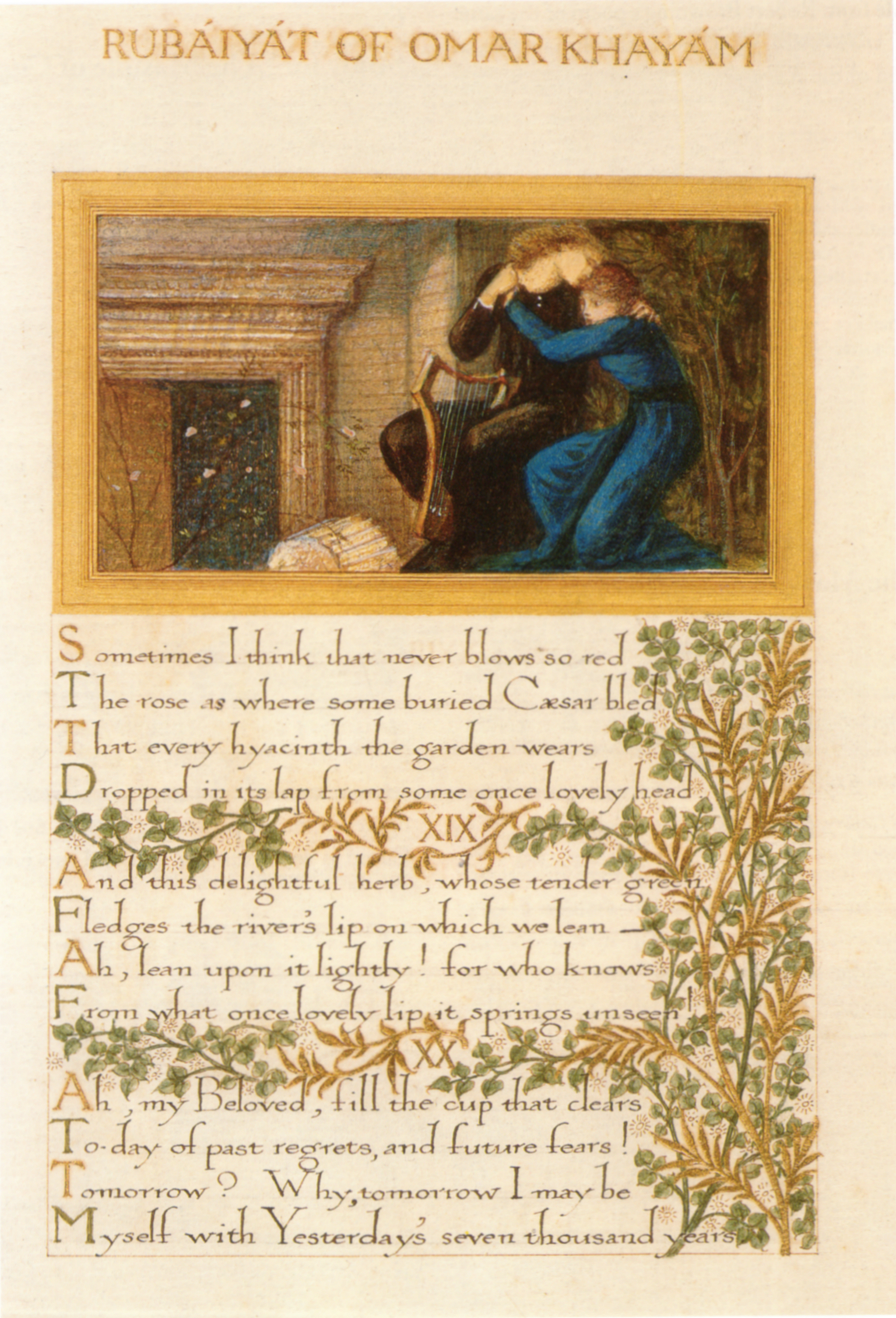
صفحة من مخطوطة مزخرفة لرباعيات عمر الخيام بالألوان المائية وورقة الذهب. الخط والزخرفة من قبل ويليام موريس ، الرسوم التوضيحية من قبل إدوارد بورن جونز 1870.

رباعيات الخيام (بالفارسية: رباعیات خیام) هي مقطوعة شعرية بالفارسية، مكونة من أربعة أشطر يكون الشطر الثالث فيها مطلقا بينما الثلاثة الأخرى مقيدة.
أول إشارة إلى عمر الخيام شاعرا قام بها المؤرخ عماد الدين الإصفهاني.
كان في أوقات فراغه يتغنى برباعياته، وقد نشرها عنه من سمعها من أصدقائه، وبعد عدة ترجمات وصلت لنا كما نعرفها الآن. ويرى البعض أنها لا تنادي إلى التمتع بالحياة والدعوة إلى الرضا أكثر من الدعوة إلى التهكم واليأس، وهذه وجهة نظر بعض من الناس، وقد يكون السبب في ذلك كثرة الترجمات التي تعرضت لها الرباعيات، زيادة على الإضافات، بعد أن ضاع أغلبها.
من جهة أخرى هناك اختلاف حول كون الرباعيات تخص عمر الخيام فعلا، فهي قد تدعو بجملتها إلى اللهو واغتنام فرص الحياة الفانية، إلا أن المتتبع لحياة الخيام يرى أنه عالم جليل وذو أخلاق سامية، لذلك يعتبر بعض المؤرخين أن الرباعيات نسبت خطأ للخيام وقد أثبت ذلك المستشرق الروسي زوكوفسكي، فَرَدَّ 82 رباعية إلى أصحابها ولم يبق إلا القليل الذي لم يعرف له صاحب.
ترجم رباعيات عمر الخيام إلى الإنجليزية إدوارد فتزجيرالد في عام 1859، فعرفت هذه الترجمة نجاحا كبيرا لدى مستشرقي نهاية القرن.

## اتهامه بالإلحاد
فسر البعض رباعياته على أنها إلحاد، كونها تدعو إلى اللهو والمجون، بينما يرى الفريق الآخر أنه مات مسلماً، مستمداً استنتاجه من سيرة الخيام ومؤلفاته ومن رافقه من العلماء.
يقول عمر الخيام:
أفنيتُ عمري في اكتناه القضـاء
وكشف ما يحجبـه في الخـفاء
فلم أجـد أسـراره وانقضـى
عمري وأحسست دبيب الفـناء
ويقول في رباعياته:
لبستُ ثوب العمر لـم أُسْتَشَـرْ
وحرت فيه بيـن شتّـى الفكـر
وسوف أنضو الثوب عني ولـم
أدركْ لمـاذا جئـتُ أيـن المقـر
لـم يبرح الداء فؤادي العليـل
ولـم أنل قصدي وحان الرحيـل
وفـات عمـري وأنا جاهـل
كتاب هذا العمر حسم الـفصول
وهو يعجب لهذا الفناء السريع للشباب والحياة فيقول:
تناثرت أيّـام هـذا العـمر
تناثـر الأوراق حول الشـجر
فانعم من الدنيـا بلذّاتـهـا
من قبل أن تسقيك كفّ القدر
أطْفِئْ لظى القلب ببرد الشراب
فإنمـا الأيام مثــل السحاب
وفي موضع آخر يتدارك نفسه فيقول:
يا عالم الأسرار علـم اليقين
يا كاشف الضرّ عن البائـسين
يا قابـل الأعذار فئنــا إلى
ظلّك فاقبـل توبـة التائبيـن
من هنا نرى أن رباعيات الخيام تتراوح بين الإيمان والإلحاد وبين الدعوة للمجون والدعوة للهو وبين طلب العفو من الله وإعلان التوبة، لذا اختلف العلماء في تصنيف عمر الخيام والأرجح أنه لم يخرج عن المألوف إنما هي صرخة في وجه الظلم والأمور الدخيلة على الدين الإسلامي في عصره.
ومن رباعياته أيضا ما يدعو إلى الإصلاح الاجتماعي وتقويم النفس البشرية حيث يقول:
صاحب من الناس كبار العقول
واترك الجهال أهل الفضول
واشرب نقيع السمِّ من عاقلِ
واسكب على الأرض دواء الجَهول
ومن الرباعيات ذات الدلالة إلى اتجاهه الديني أيضا تلك التي ينشدها قائلاً:
إن لم اكن اخلصت في طاعتك
فإني اطمع في رحمتك
وإنما يشفع لي أنني
قد عشت لا اشرك في وحدتك
ولم يفكّر أحد ممن عاصره في جمع الرباعيات، فأوّل ما ظهرت سنة 865 هـ، أي بعد رحيله بثلاثة قرون ونصف، وأوّل ترجمة للرباعيات كانت للغة الإنجليزية، وظهرت سنة 1859، أما الترجمة العربية من الفارسية فقام بها الشاعر المصري أحمد رامي، وهناك ترجمة أخرى للشاعر العراقي أحمد الصافي النجفي، كما ترجمها كذلك الشاعر الأردني عرار.

## تكريمه وذكره

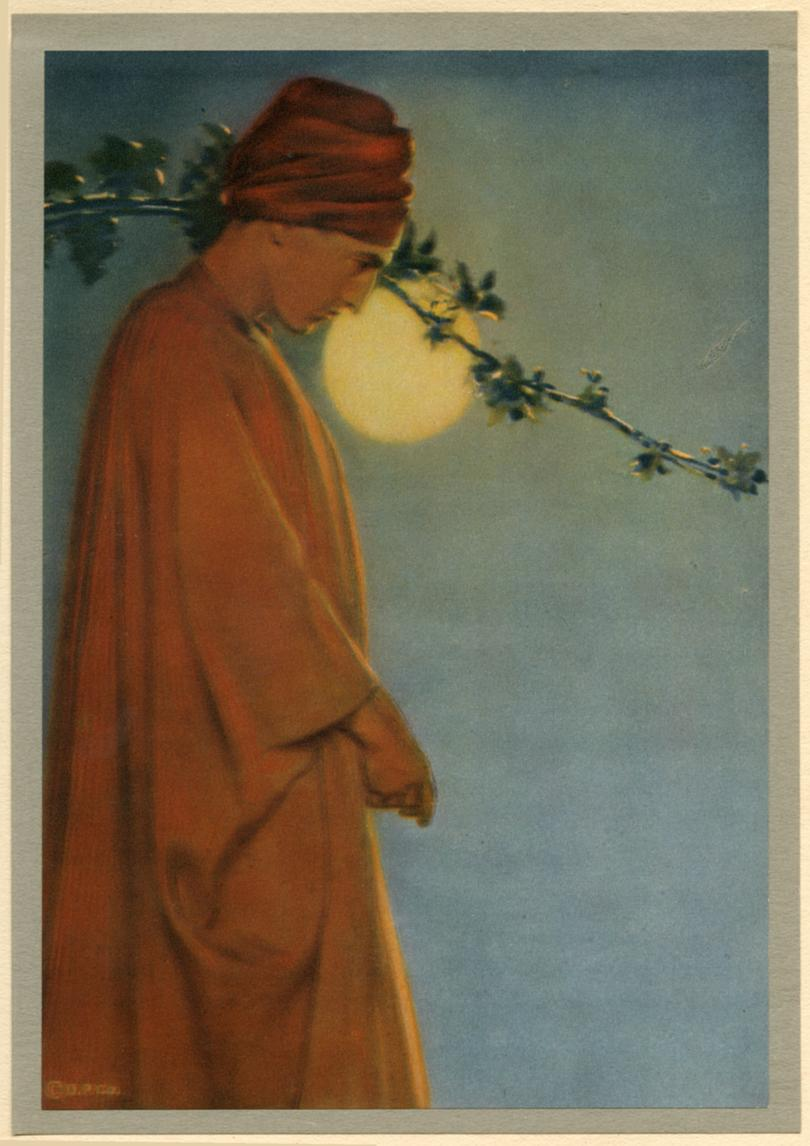
رسم توضيحي لرباعيات عمر الخيام بريشة أديلايد هانسكوم ليسون (حوالي 1905).

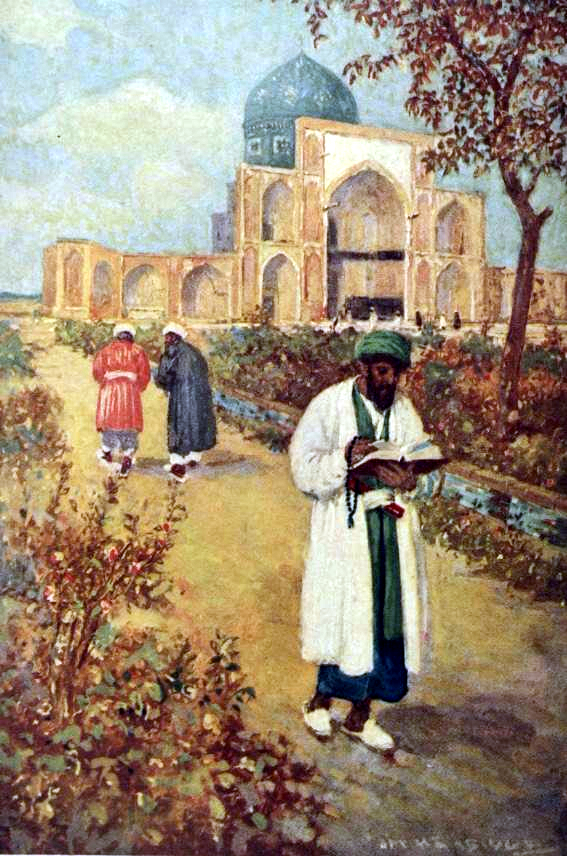
"في قبر عمر الخيام" لوحة رسمها جاي هامبيدج عام 1911.

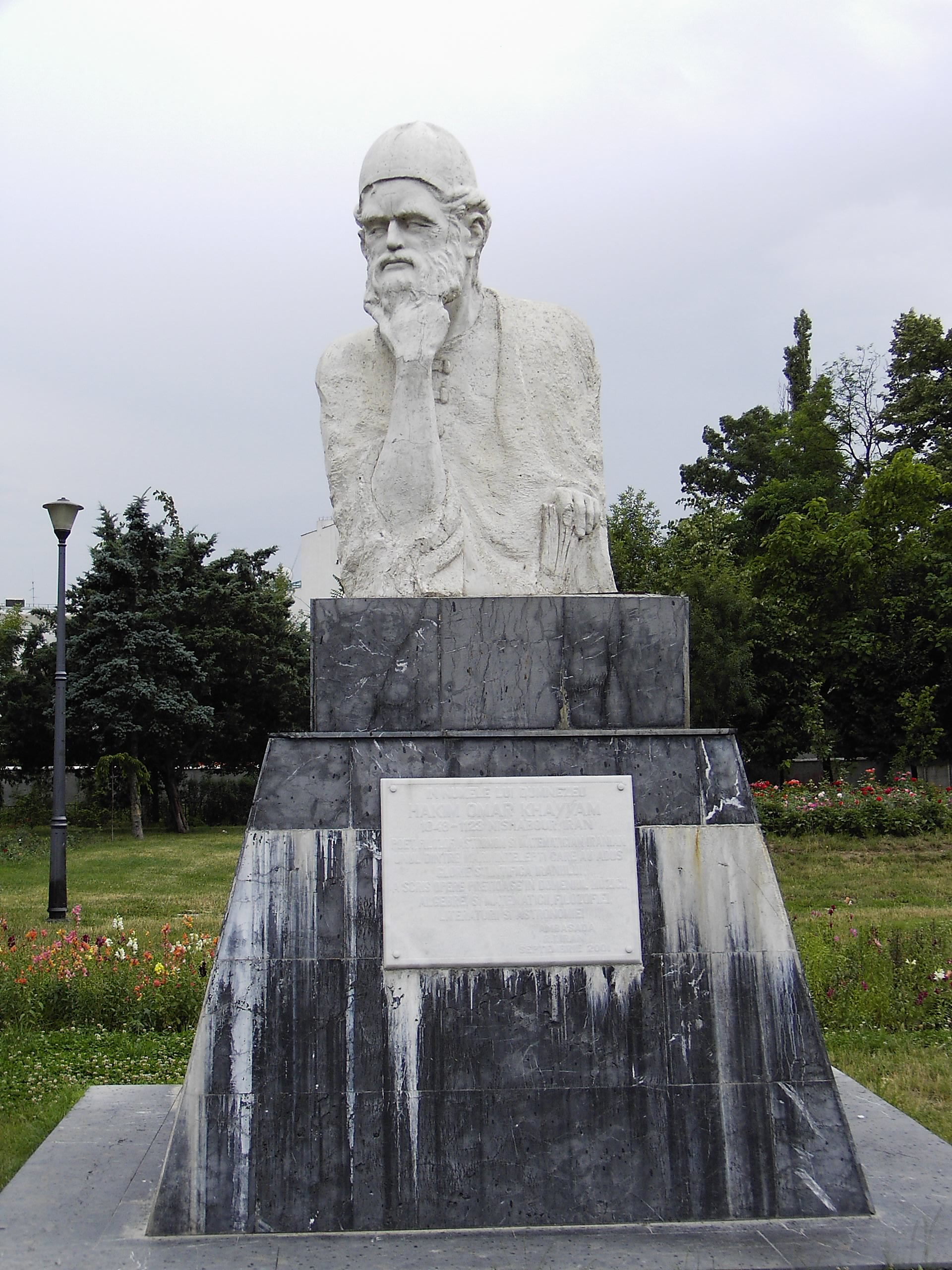
نصب تذكاري لعمر الخيام في بوخرست عاصمة رومانيا
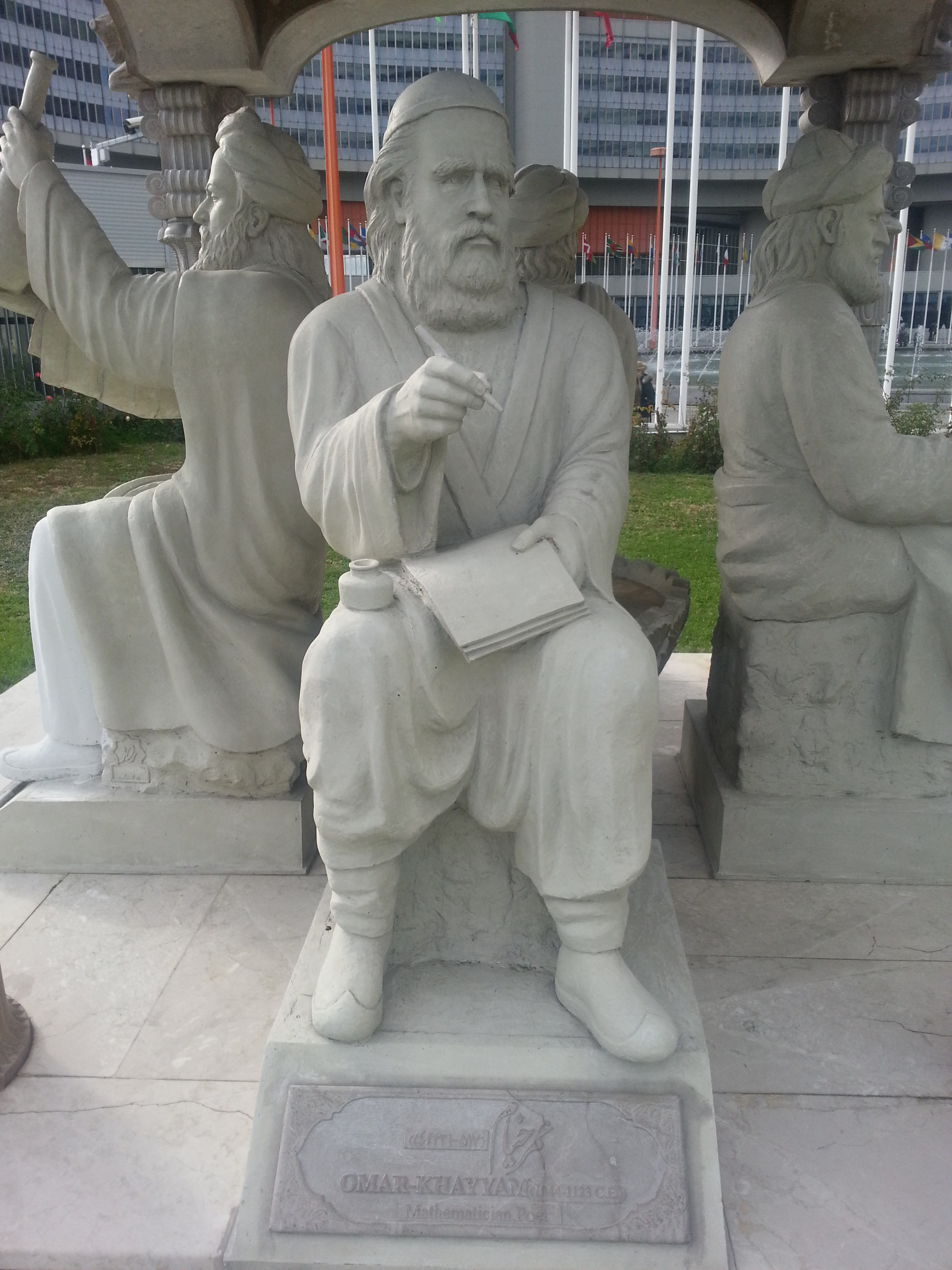
نصب تذكاري لعمر الخيام في فيينا عاصمة النمسا
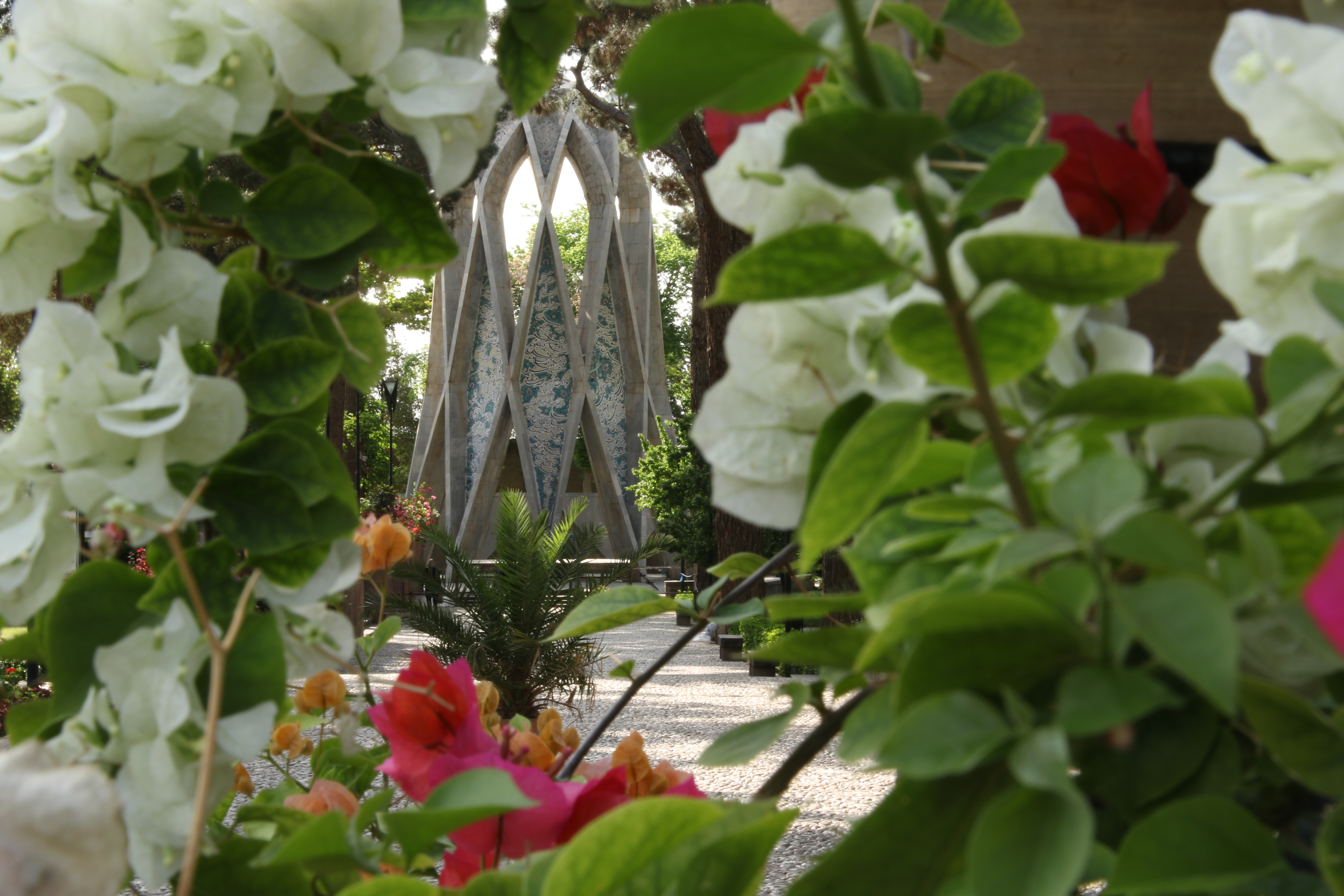
ضريح الخيام نيشابوري
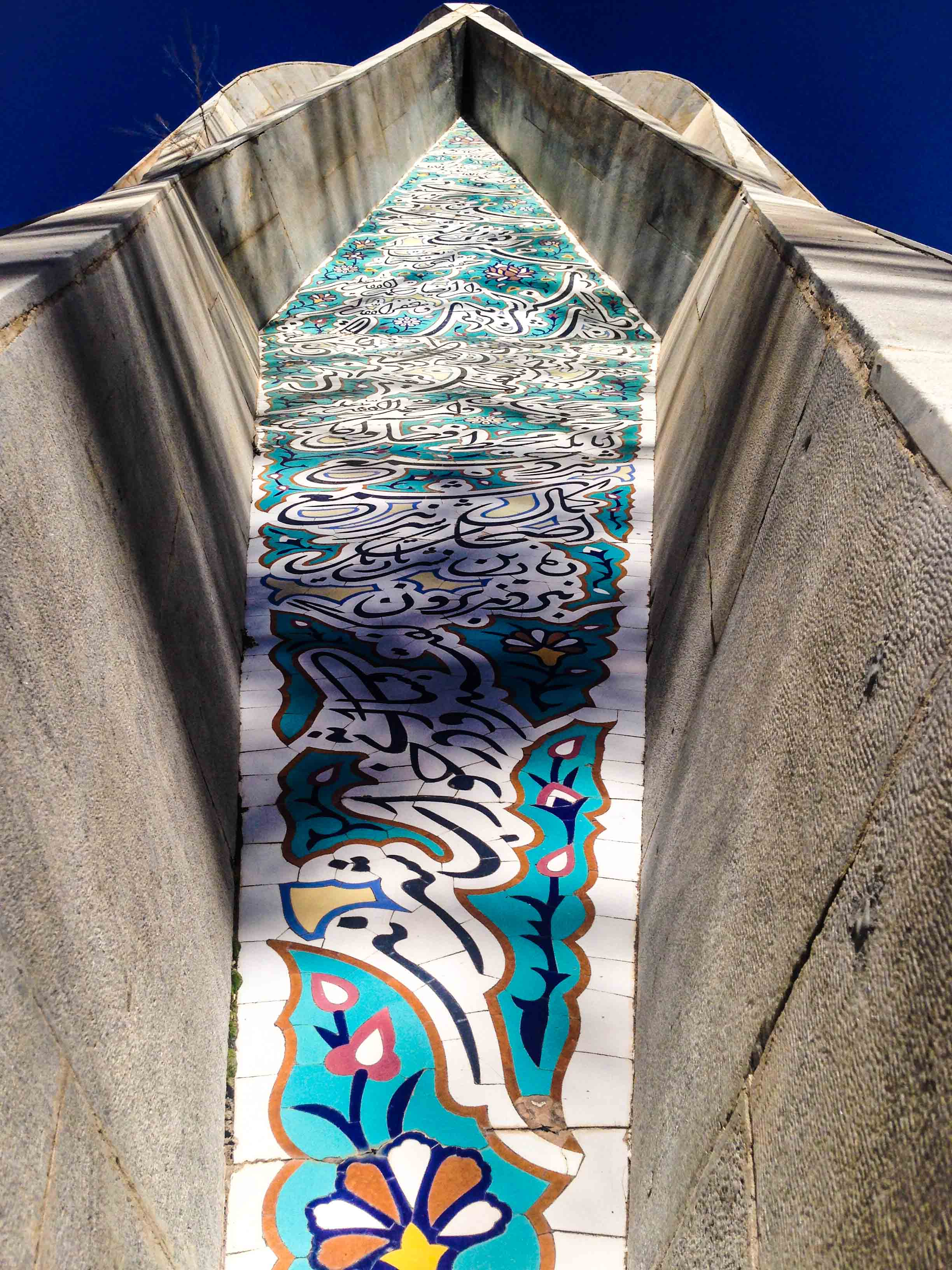
ضريح الخيام نيشابوري
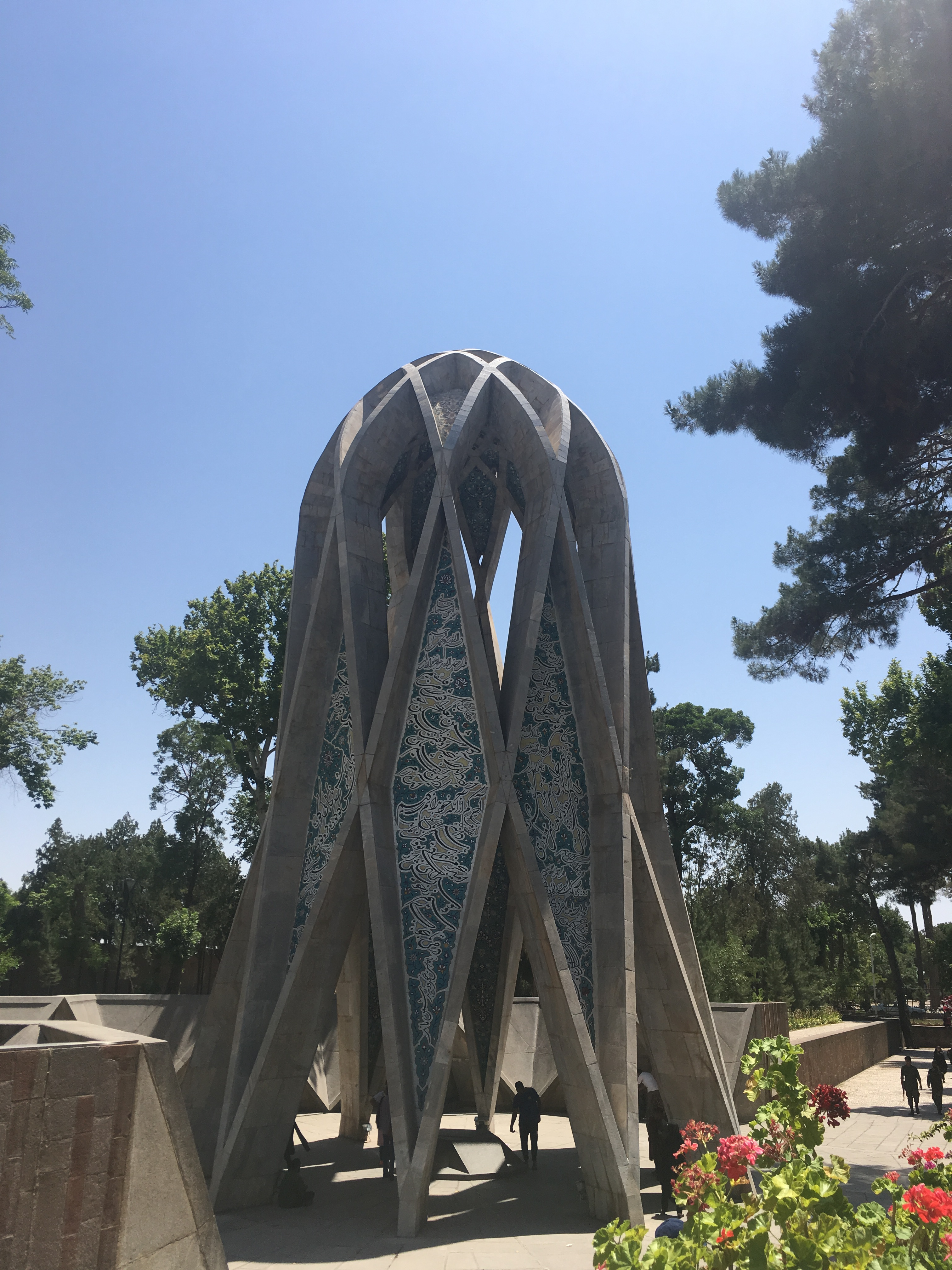
ضريح الخيام نيشابوري
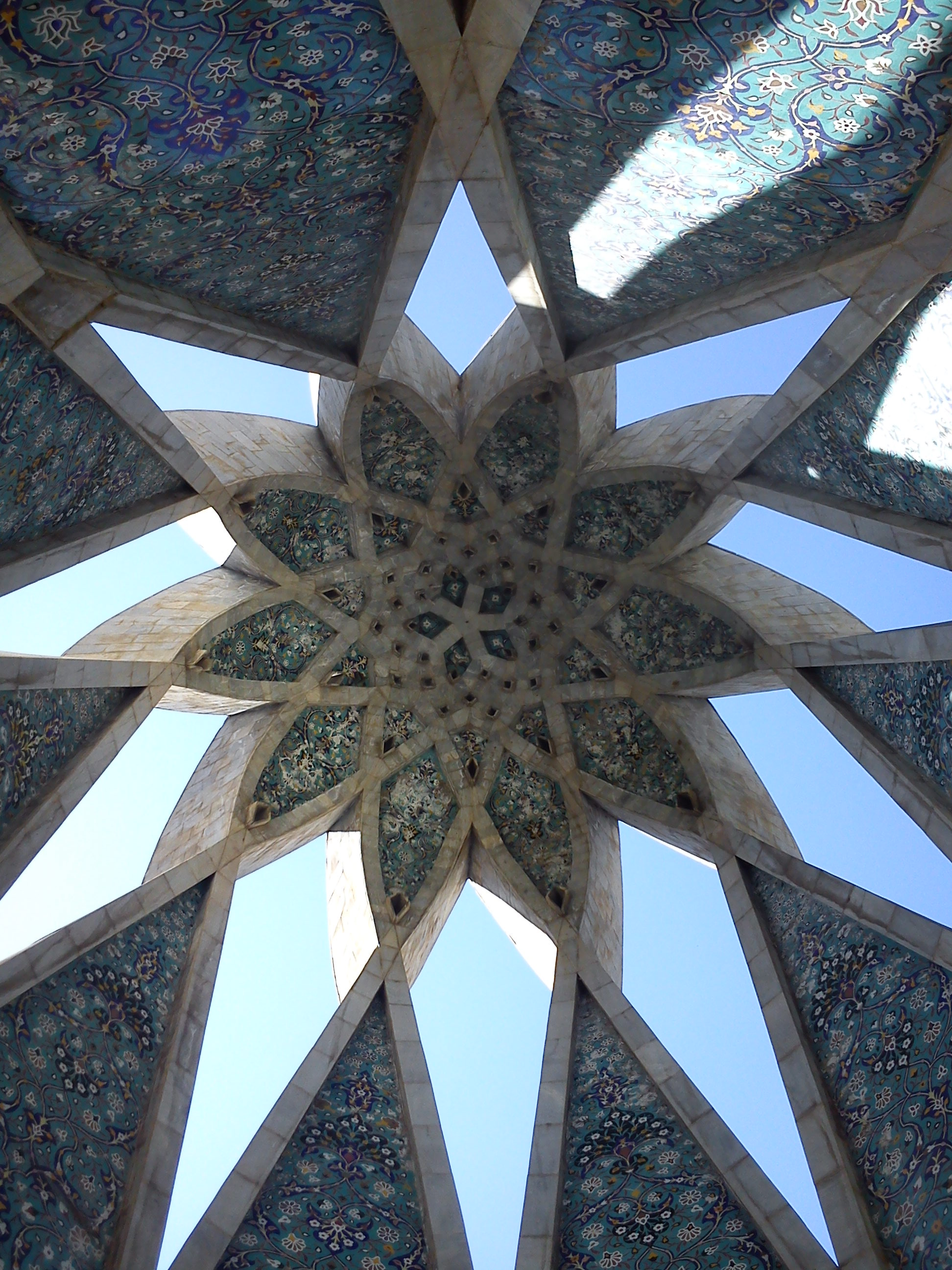
منظر داخلي لضريح الخيام
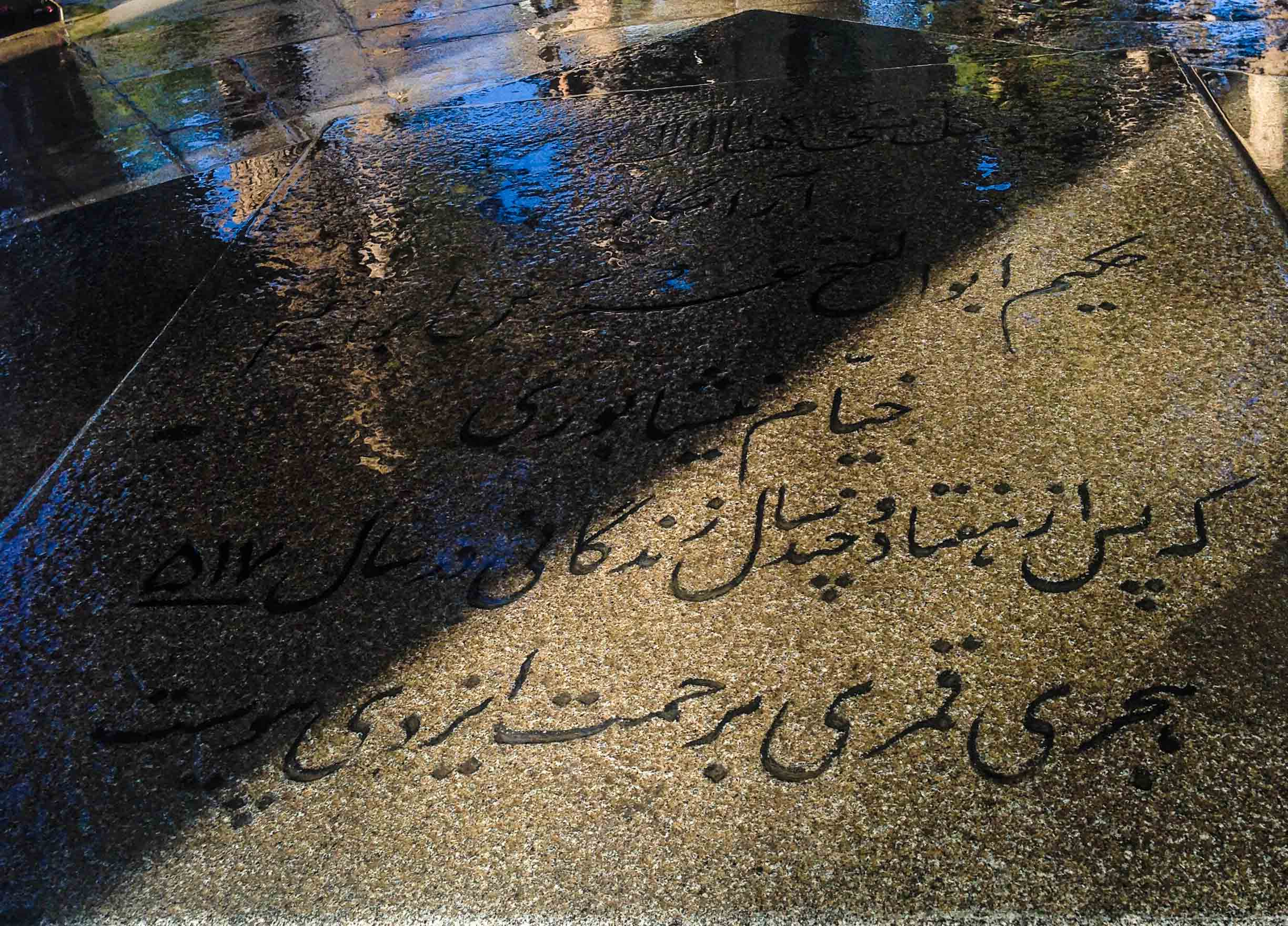
خيام نيشابوري تومبستون
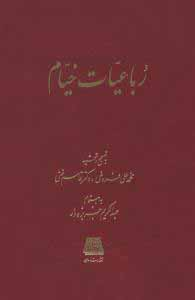
كتاب كواترز الخيام، مؤلف كتاب الخيام نيشابوري
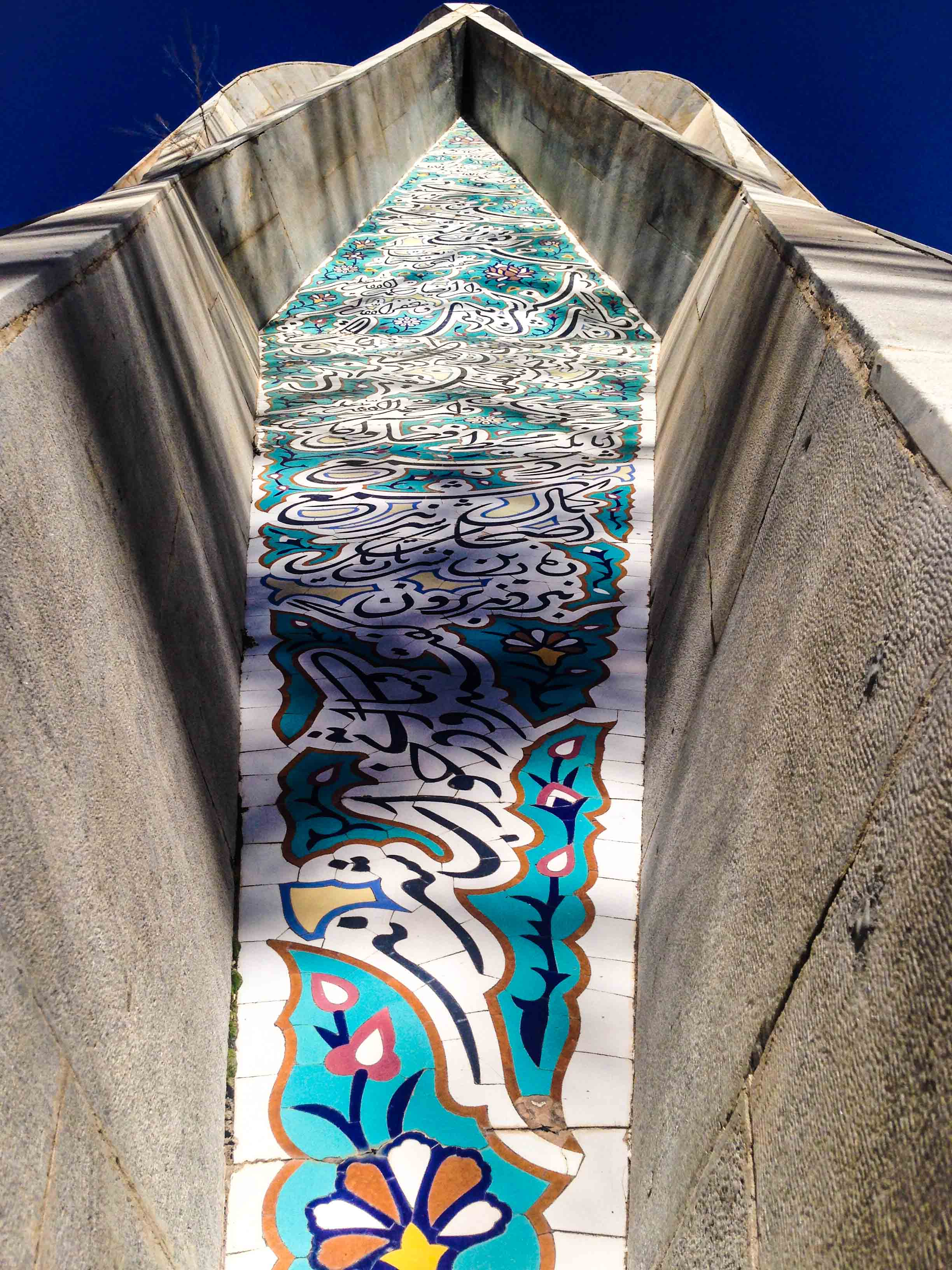
قرب ضريح الخيام نيشابوري
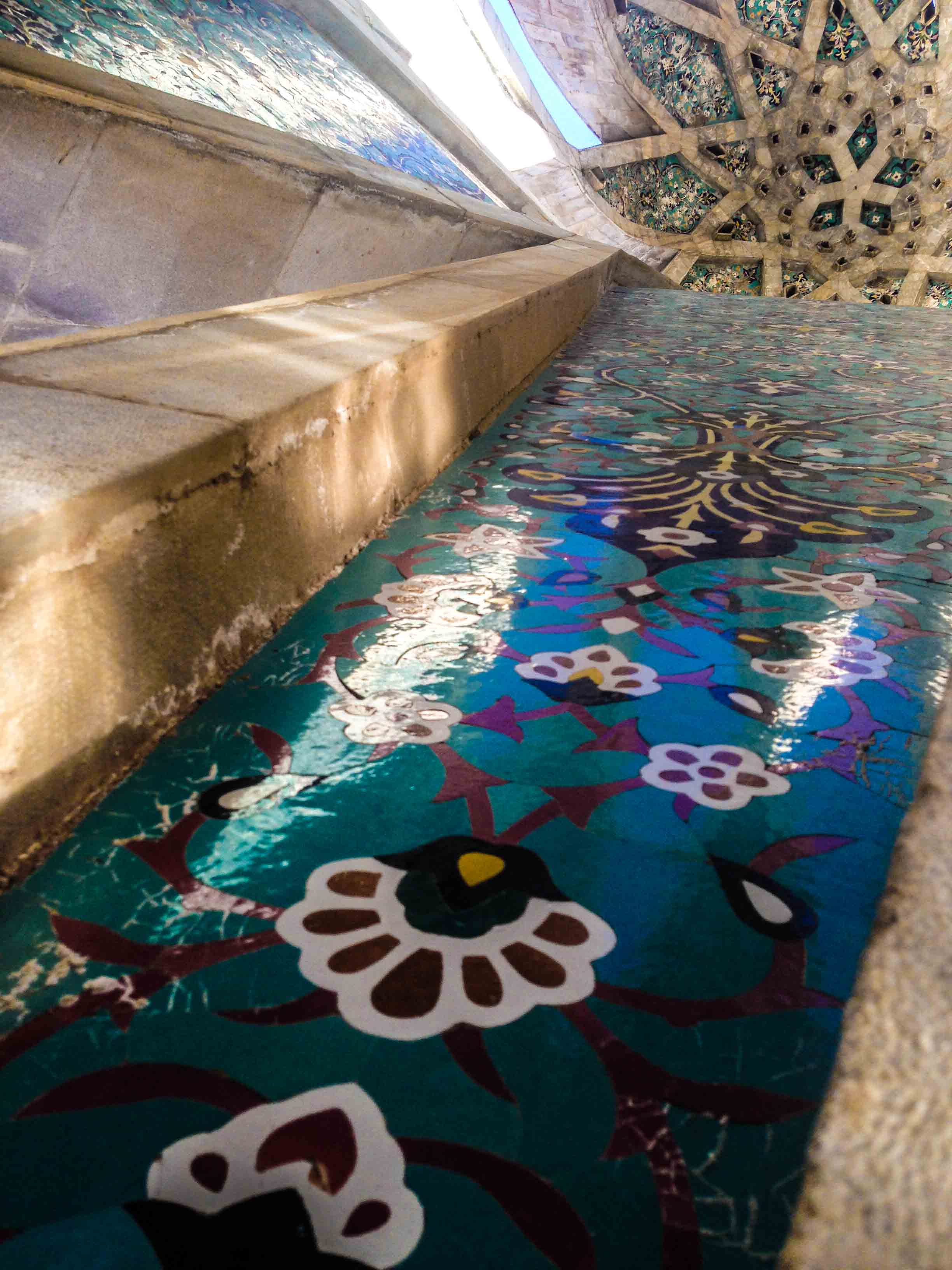
قرب ضريح الخيام نيشابوري
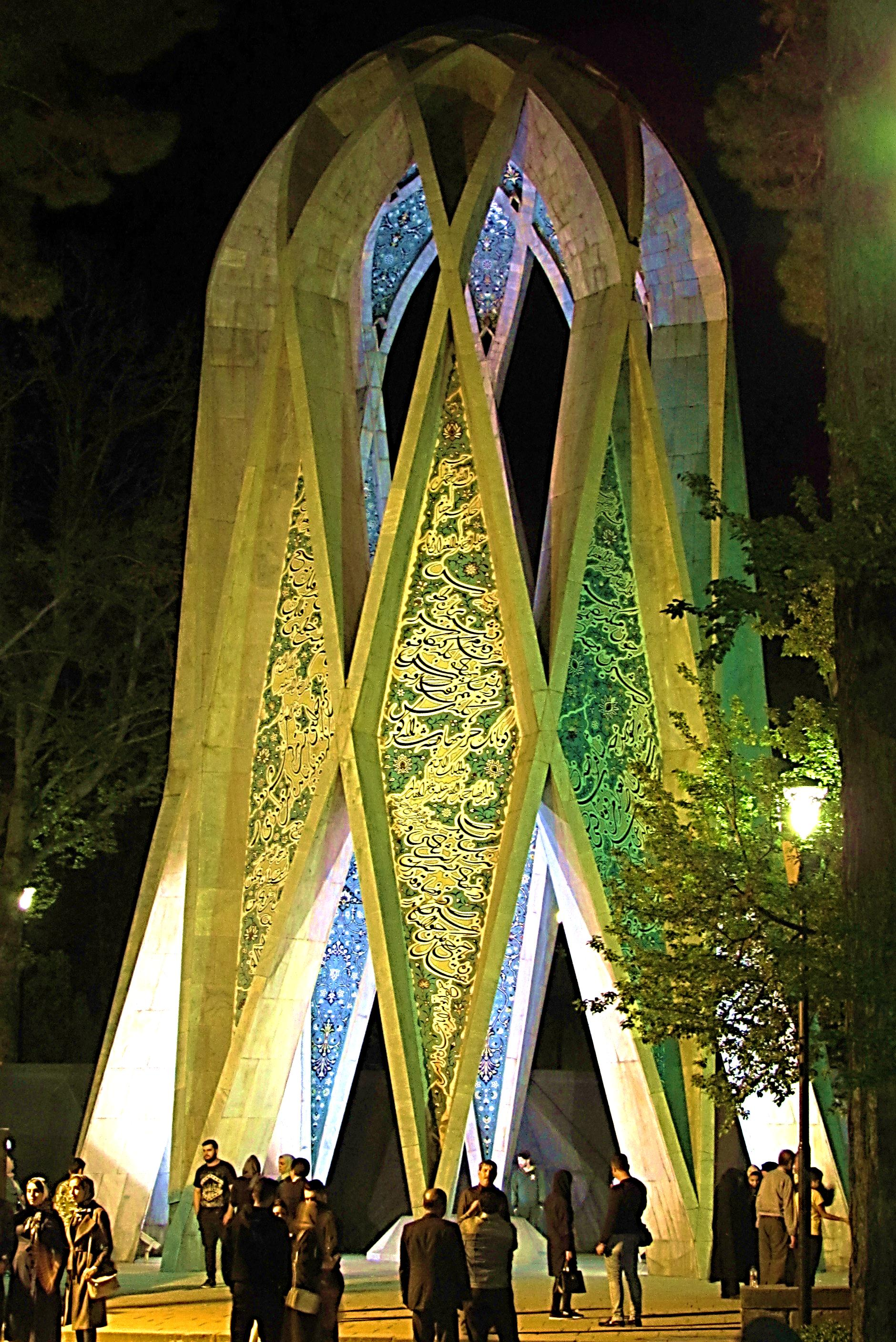
قرب ضريح الخيام نيشابوري
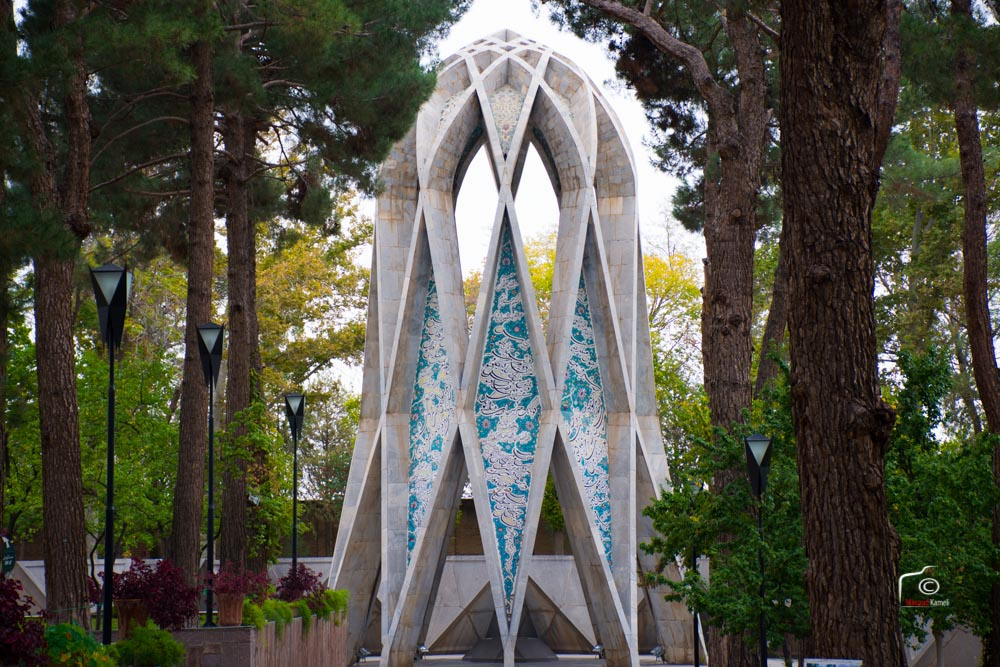
ضريح الخيام في نيشابوري

## روابط خارجية
- عمر الخيام على موقع IMDb (الإنجليزية)
- عمر الخيام على موقع الموسوعة البريطانية (الإنجليزية)
- عمر الخيام على موقع ميوزك برينز (الإنجليزية)
- عمر الخيام على موقع إن إن دي بي (الإنجليزية)
- عمر الخيام على موقع ديسكوغز (الإنجليزية)
- عمر الخيام على موقع موسوعة الديوان الشعرية
- عمر الخيام على موقع المكتبة المفتوحة (الإنجليزية)